# Ryan Gibson
Ryan Gibson, es un actor australiano.

## Biografía
En el 2000 se graduó de la prestigiosa escuela National Institute of Dramatic Art "NIDA" con un grado en actuación. 

## Carrera
- En 2008 apareció como invitado en la serie médica All Saints donde interpretó a Sean Bishop y en la serie policíaca Rush donde dio vida a un abogado.

- En 2011 apareció en la serie policíaca City Homicide dando vida a Ian Driscoll.

- En 2012 apareció en la serie Tangle, ese mismo año apareció como invitado en varios episodios de la popular serie australiana Home and Away donde interpreta a Dave Townsend, un profesor que tiene un altercado con Casey Braxton.

## Filmografía
- Series de Televisión.:

| Año             | Serie         | Personaje     | Notas                        |
| --------------- | ------------- | ------------- | ---------------------------- |
| 2012 - presente | Home and Away | Dave Townsend | 6 episodios                  |
| 2012            | Tangle        | -             | episodio # 3.5               |
| 2011            | Killing Time  | Reportero     | episodio # 1.5               |
| 2011            | City Homicide | Ian Driscoll  | episodio "Secret Love"       |
| 2009            | Rush          | Abogado       | episodio # 2.9               |
| 2008            | All Saints    | Sean Bishop   | episodio "Running for Cover" |

- Películas.:

| Año  | Película      | Personaje | Notas                                                                                         |
| ---- | ------------- | --------- | --------------------------------------------------------------------------------------------- |
| 2009 | Boys' Weekend | Andy      | corto - junto a Roderick Cairns, Silas James, Steve Syson & Kai Smythe                        |
| 2008 | Wounded       | Alec      | corto - junto a Hannah Durack                                                                 |
| 2005 | Webster Say   | Paciente  | corto - junto a Ben Schumann, Gotaro Tsunashima, John Safran & Josef Chetty                   |
| 2003 | Canguro Jack  | Hoon      | junto a Jerry O'Connell, Anthony Anderson, Estella Warren, Christopher Walken & Marton Csokas |
| 2000 | Stygian       | Jamie     | junto a Lorna Pettifer, Dominic Redfern, Gil Poznanski & Leigh Whannell                       |
| 2000 | Crossings     | -         | corto - junto a Kristin Richardson, Robert Youngs, Larissa LaRenne & Scott Reynolds           |
| 1998 | O.K. Garage   | Hombre    | junto a Lili Taylor, Olek Krupa, John Turturro & Will Patton                                  |
| 1998 | Coventry      | Patrick   | junto a Michael Hand Jr., Felicity Jones, Clint Jordan & Lynn Jordan                          |

- Teatro.:[1]

| Año  | Obra                            | Personaje | Director (a)  | Teatro               | Notas                                                                      |
| ---- | ------------------------------- | --------- | ------------- | -------------------- | -------------------------------------------------------------------------- |
| 2008 | Risky Lunar Love                | -         | John Sheedy   | -                    | junto a Don Christopher, Douglas Hansell, Nick Simpson-Deeks & Oliver Wenn |
| 2008 | Ball Game                       | -         | Anthony Skuse | Darlinghurst Theatre | junto a Gianluigi Carelli & Lisa Griffiths                                 |
| 2008 | Motortown                       | -         | Ben Packer    | Stables Theatre      | junto Sean Barker, Simon Corfield, Sophie Kelly & Michelle St Anne         |
| 2007 | Checklist For An Armed Robber   | -         | Chris Bendall | -                    | junto a Paul Ashcroft, Natalia Novikova & Edwina Wren                      |
| 2007 | Sold                            | -         | John Sheedy   | Old Fitzroy Theatre  | junto a Adam Booth, Andrea Demetriades, Alan Flower & Catherine Moore      |
| 2006 | The Cold Child (Das Kalte Kind) | -         | Anthony Skuse | Stables Theatre      | junto a Helen Christinson, Guy Edmonds, Diana McLean & Claire van der Boom |